# 46a edició dels Premis Sant Jordi de Cinematografia
La gala de la 46a edició dels Premis Sant Jordi de Cinematografia va tenir lloc el 10 d'abril de 2002. Com en anys anteriors, un jurat compost per 23 crítics i periodistes cinematogràfics de Barcelona va decidir mitjançant votació els qui eren els destinataris dels premis Sant Jordi que Ràdio Nacional d'Espanya-Ràdio 4 (RNE) concedeix anualment al cinema espanyol i estranger en els diferents apartats competitius i que en aquesta edició distingien a les pel·lícules estrenades al llarg de l'any 2001. Aquest sistema d'elecció fa que aquests guardons estiguin considerats com un reconeixement de la crítica barcelonina, i a més és un dels premis cinematogràfics més antics de Catalunya.
La gala es va celebrar al Palau de la Música Catalana i fou presentada per Pepa Fernández i Kiku Sanchís. Hi van acudir més dels guardonats, Pilar López de Ayala, Leonor Watling, Bigas Luna, José Luis Borau, Antonio Isasi Isasmendi i Mònica López.

## Premis Sant Jordi

### Premis competitius
| Categoria                              | Premiat                 | Labor premiada                           |
| -------------------------------------- | ----------------------- | ---------------------------------------- |
| Millor pel·lícula espanyola            | En construcció          | Pel·lícula                               |
| Millor actor en pel·lícula espanyola   | Eduard Fernández        | La voz de su amo Faust 5.0 Son de mar    |
| Millor actriu en pel·lícula espanyola  | Paz Vega                | Lucía y el sexo Sólo mía                 |
| Millor ópera prima                     | Juan Carlos Fresnadillo | Intacto                                  |
| Millor película estrangera             | El hijo de la novia     | Pel·lícula                               |
| Millor actor en película estrangera    | Ricardo Darín           | El hijo de la novia La fuga Nueve reinas |
| Millor actriu en pel·lícula estrangera | Audrey Tautou           | Amélie                                   |

### Premis honorífics
| Categoria                           | Premiat                     | Labor premiada                                                |
| ----------------------------------- | --------------------------- | ------------------------------------------------------------- |
| Premi a la trajectòria professional | Marisa Paredes Jaime Camino | Trajectòria cinematogràfica                                   |
| Premi especial del Jurat            | Ramon Font                  | Pel seu treball a la Filmoteca de la Generalitat de Catalunya |

## Roses de Sant Jordi
Una vegada més es van lliurar les dues roses de Sant Jordi, premis concedits per votació popular entre els oïdors de Ràdio 4 seguidors del programa Va de cine de Conxita Casanovas, que recompensen a les que el públic considera millors pel·lícules nacional i estrangera.
| Categoria                    | Premiat             |
| ---------------------------- | ------------------- |
| Millor pel·lícula espanyola  | The Others          |
| Millor pel·lícula estrangera | El hijo de la novia |